# Shishkinski
Shishkinski (del ruso: Шишкинский) es un jútor del raión de Guiaguínskaya en la república de Adiguesia de Rusia. Está situado en la orilla izquierda del río Fars, 25 km al este de Guiaguínskaya y 27 km al nordeste de Maikop, la capital de la república. Tenía 42 habitantes en 2010
Pertenece al municipio de Serguíyevskoye.